# Kepler-177b
Kepler-177b es un planeta extrasolar que forma parte de un sistema planetario formado por al menos dos planetas. Orbita la estrella denominada Kepler-177. Fue descubierto en el año 2013 por la sonda Kepler por medio de tránsito astronómico.